# Jean Daskalidès
 (juin 2021).
Si vous disposez d'ouvrages ou d'articles de référence ou si vous connaissez des sites web de qualité traitant du thème abordé ici, merci de compléter l'article en donnant les références utiles à sa vérifiabilité et en les liant à la section « Notes et références ».
Jean Daskalidès, né à Constantinople le 23 décembre 1922 et mort à Gand le 3 novembre 1992 , est un chocolatier et réalisateur belge d'origine grecque.

## Filmographie partielle

### Comme réalisateur
- 1970 : Bibi (court métrage, aussi producteur et directeur de la photographie)
- 1973 : 6, rue du Calvaire (aussi acteur)

### Comme producteur
- 1985 : Dust de Marion Hänsel